# Cziczeklu
Cziczeklu – wieś w Iranie, w ostanie Azerbejdżan Zachodni, w szahrestanie Takab. W 2006 roku liczyła 2 mieszkańców.